# Хілішеу-Хорія
Хілішеу-Хорія (рум. Hilișeu-Horia) — село у повіті Ботошані в Румунії. Входить до складу комуни Хілішеу-Хорія.
Село розташоване на відстані 396 км на північ від Бухареста, 38 км на північний захід від Ботошань, 134 км на північний захід від Ясс.

## Населення
За даними перепису населення 2002 року у селі проживали 859 осіб, усі — румуни. Усі жителі села рідною мовою назвали румунську.